# Кекерталик
Кекерталик (Гренландски: Qeqertalik (У значењу: Један са острвима)) је новооснована општина у Гренланду која је основана 1. јануара 2018. године (Пре је била под управом општине Касуитсуп).

## Географија
Општина Кекерталик се налази на западу Гренланда,  граничи се са општином Кеката на југу, Аванатом  на северу и са Сермерсоком на истоку, чија је граница меридијан 45° западно, која прелази преко центра гренландске снежне пустиње.
Заједнице Кекерталика окружује Диско залив који је део Бафиновог залива, док полуострво Нусуак и северозападне обале припадају комшијској општини Аванати.

## Политика
У Кекерталику, општински савет садржи 15 чланова, а сваке 4.-е године се бира нови председник општине.

## Градови и насеља

### Област код Асиата
- Асиат (Егедесминде)
- Акунак
- Китсисуарсуит (Псеће острво)

### Област код Кангатсиака
- Кангатсиак
- Ату
- Игиниарфик
- Икерасарсук
- Ниакорнарсук

### Област код Касиангиангуита
- Касиангиангуит
- Икамиут

### Област код Кекертарсуака
- Кекертарсуак
- Кангерлук

## Језици
Западногренландски дијалект Калалисут, се прича у Кекерталику упоредо са данским језиком.